# Полка (мебельное изделие)

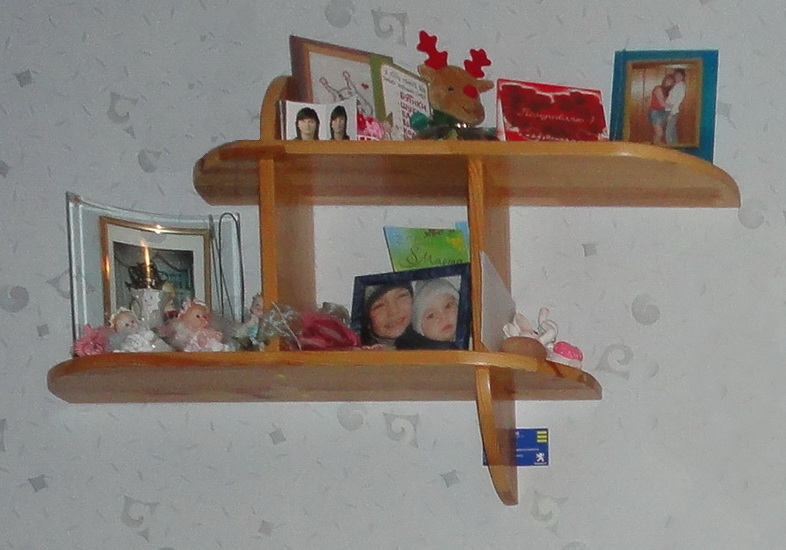
Полка настенная универсальная

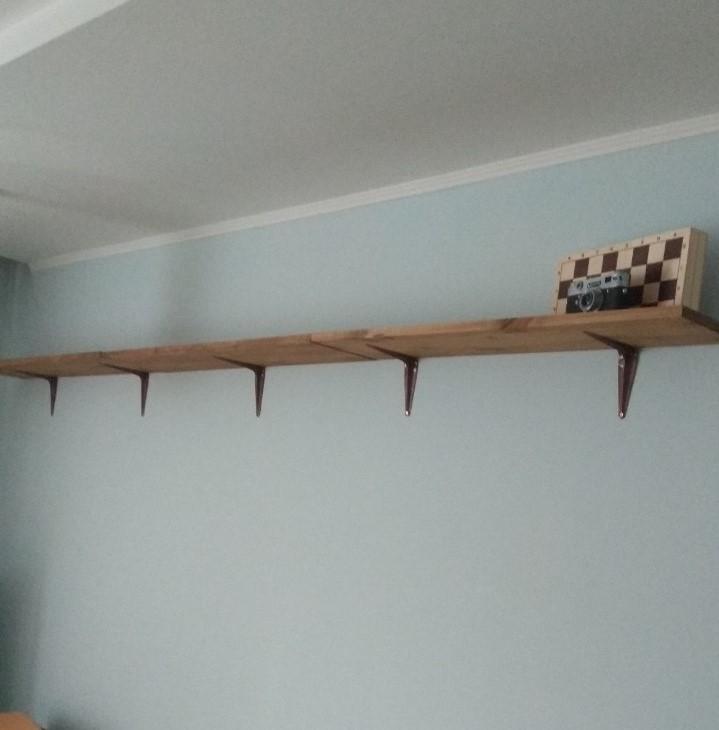
Полка из досок

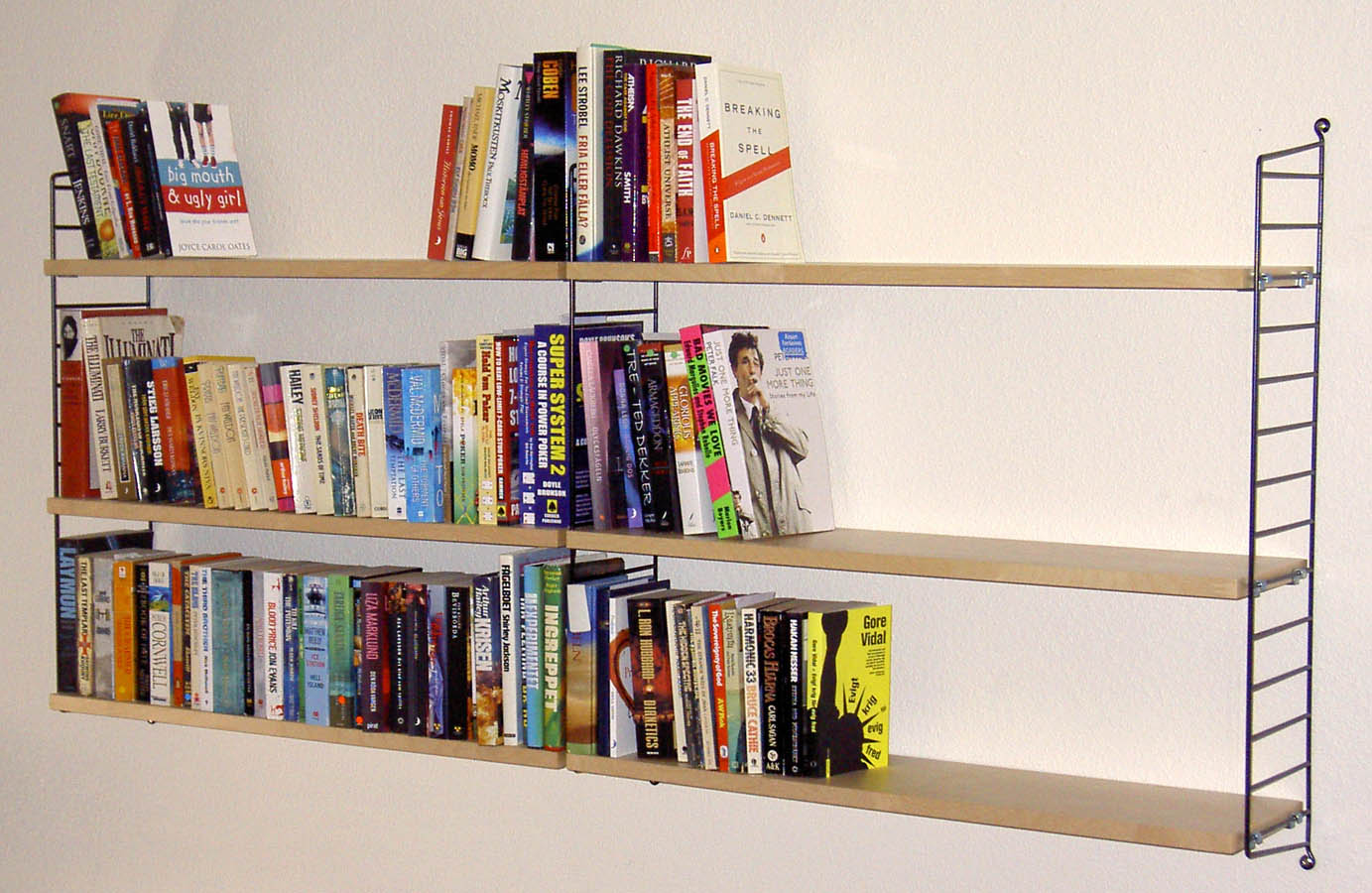
Книжная полка

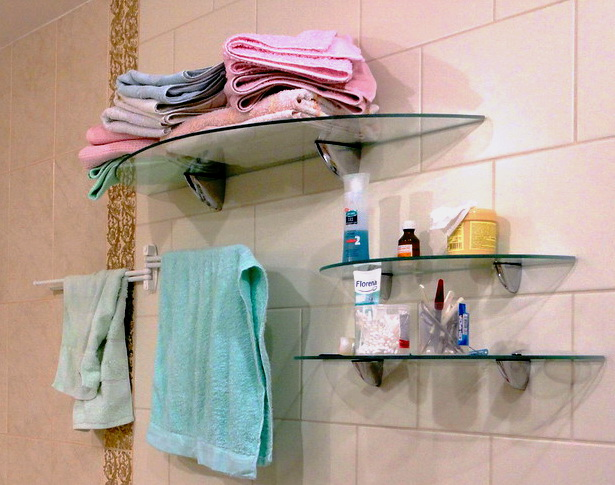
Группа настенных полок из стекла в ванной комнате (крепление — «пеликаны»)

По́лка — мебельное изделие без передней стенки, с задней стенкой или без неё, для размещения книг и других предметов.
Полки изготавливаются из различных материалов (массив древесины, ламинированная ДСП, МДФ, стекло, зеркало, металл, камень и др.) и могут комплектоваться различными аксессуарами; например, стеклянные полки — светодиодными подсветками, располагаемыми как в торце стекла, так и внутри многослойной стеклянной конструкции.
Полки навешиваются на стены с помощью различных креплений, как скрытых («титаны», «ушки»), так и несущих декоративную функцию (тросовые системы, цепи, «пеликаны» и т. п.)

## Виды полок по функциональному и эксплуатационному назначению
По классификатору ЕСКД полки относятся к подгруппе 324700.
- Полка для книг (книжная полка) — полка для хранения книг.
- Полка кухонная
  - Полка для специй — (обычно узкая) кухонная полка, имеющая передний ограничительный бортик или отверстия для установки ёмкостей со специями.
- Полка декоративная
- Полка для посуды — полка для хранения обычной или демонстрации декоративной посуды. Полка для декоративной посуды также называется «буфетницей».
- Полка для ванной комнаты
- Полка универсальная — полка универсального назначения

## Виды полок по расположению в помещении
- Настенная полка — полка навешиваемая на стену
- Полка подвесная — полка подвешиваемая на тросах, цепях и т. п. с креплением к потолку помещения.
- Угловая полка — полка располагаемая в углу помещения и имеющая крепление к двум смежным стенам. Угловые полки подразделяются на полки:
  - для внутреннего угла — для углов между смежными стенами менее 180°.
  - для наружного угла — для углов между смежными стенами более 180°.

## Виды полок по конструктивному исполнению

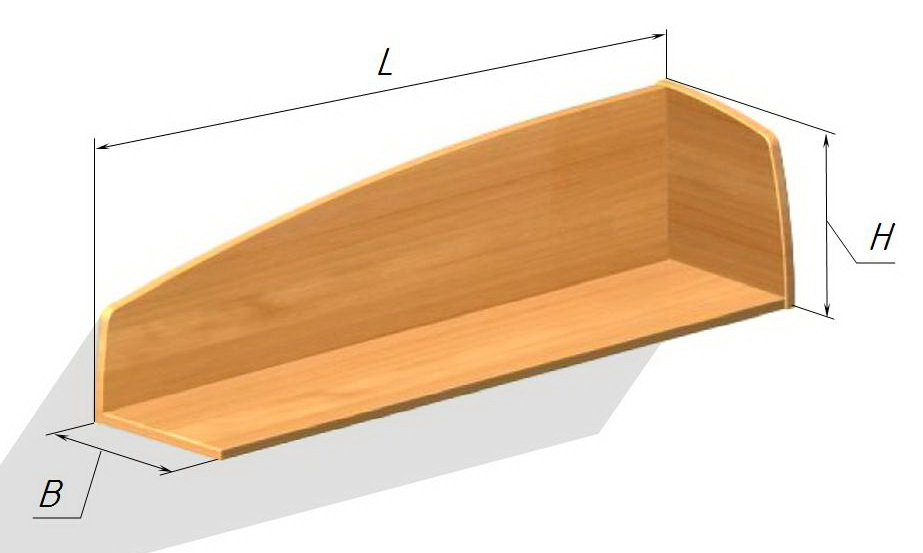
Обозначения габаритов у настенной полки.
L — ширина;
B — глубина;
H — высота
Порядок обозначения габаритов L×B×H (например здесь: 1000×250×256)

- Полка-консоль — полка, представляющая собой одну горизонтальную плоскость, неподвижно закреплённую перпендикулярно стене.
- Полка с боковыми стенками — полка имеющая боковые стенки для опирания и ограничения смещения находящихся на ней предметов.
- Полка с боковыми стенками и верхней горизонтальной стенкой — разновидность настенного шкафа без дверей.
- Полка с задней стенкой — полка имеющая заднюю стенку.
- Многоярусная полка — полка имеющая несколько горизонтальных стенок расположенных друг над другом.
- Комбинированная полка — полка имеющая горизонтальные и вертикальные стенки, образующие отделения для хранения предметов различного функционального назначения, а также может иметь выдвижные ящики.
- Полка карусельная — полка, имеющая вертикальную ось вращения

## Виды полок по взаимному расположению
- Полка одиночная — единственная полка на стене или полка находящаяся на значительном расстоянии от другой полки или группы полок.
- Группа полок — несколько близко расположенных и объединённых композиционно одиночных полок.